# Agave arubensis
Agave arubensis är en sparrisväxtart som beskrevs av Hummelinck. Agave arubensis ingår i släktet Agave och familjen sparrisväxter.
Artens utbredningsområde är Aruba. Inga underarter finns listade i Catalogue of Life.